# Marziyya Davudova
Marziyya Davudova (en azerí: Mərziyyə Davudova) fue actriz de cine y de teatro de Azerbaiyán, Artista del Pueblo de la RSS de Azerbaiyán y de la Unión Soviética.

## Biografía

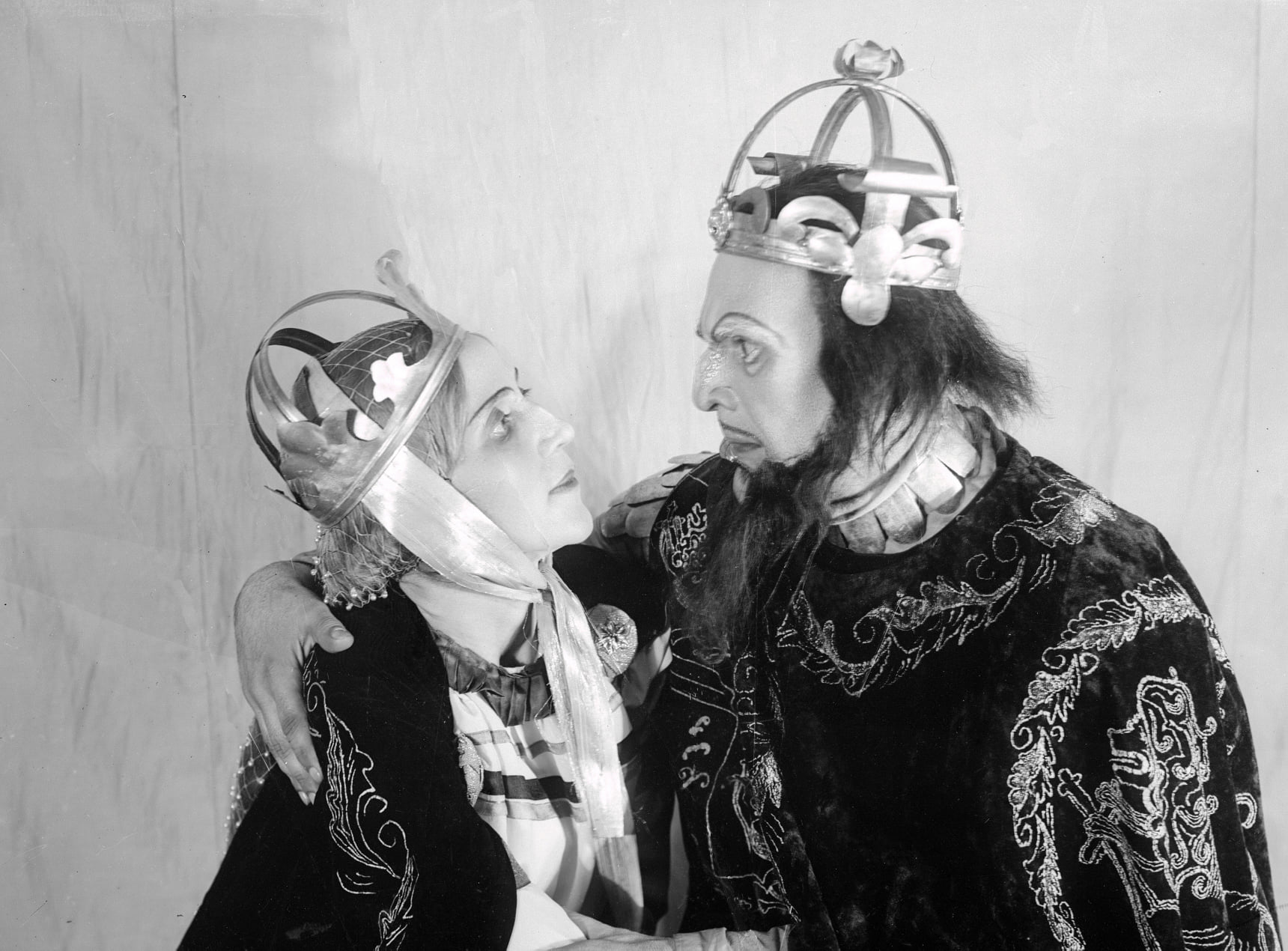
Marziyya Davudova y Abbas Mirza Sharifzade, en “Macbeth” de William Shakespeare

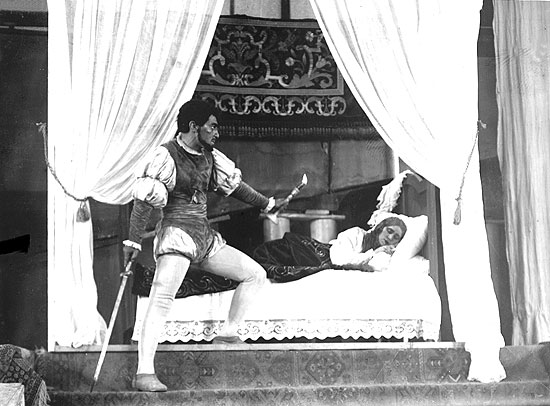
Marziyya Davudova y Ulvi Rajab, en “Otelo” de William Shakespeare

Marziyya Davudova nació el 25 de noviembre (8 de diciembre) de 1901 en Astracán. Desde 1917 trabajó en el teatro de dram en Astracán. El talento artístico de Marziyya Davudova fue descubierto por Huseyn Arablinski. Él invitó a la actriz a continuar su carrera en Bakú. En 1920 Marziyya empezó a interpretar en el Teatro Académico Estatal de Drama de Azerbaiyán.
La actriz fue galardonada con el título Artista del pueblo de la RSS de Azerbaiyán en 1936 y Artista del pueblo de la Unión Soviética en 1949.
Marziyya Davudova murió el 6 de enero de 1962 en Bakú y  fue enterrada en el Callejón de Honor.
La actriz es la bisabuela del cantante de Azerbaiyán y el ganador del Eurovisión 2011, Eldar Qasımov.

## Actividades

### En teatro
- 1922 – “Aydin” de Yafar Yabbarlí
- 1923 – “Королевский брадобрей” de Anatoli Lunacharski
- 1923 – “Ogtay Eloglu” de Yafar Yabbarlí
- 1925 – “Los bajos fondos” de Máximo Gorki
- 1926 – “Hamlet” de William Shakespeare
- 1928 - ”La novia del fuego” de Yafar Yabbarlí
- 1928 – “Sevil” de Yafar Yabbarlí
- 1929 - “Любовь Яровая” (“Amor de primavera") de Konstantín Treniov
- 1931 – “Almas” de Yafar Yabbarlí
- 1932 – “Страх” (“Miedo”) de Alexander Afinogenov
- 1934 – “Гибель эскадры” (“La muerte de escuadrón”) de Oleksandr Korniychuk
- 1934 – “Sheykh Sanan” de Husein Yavid
- 1934 – “Siyavush” de Husein Yavid
- 1935 – “Без вины виноватые” (“Culpables de inocencia”) de Aleksandr Ostrovski
- 1936 – “Macbeth” de William Shakespeare
- 1938 – “Vagif” de Samad Vurgun
- 1939 – “Khanlar” de Samad Vurgun
- 1941 - ”Farhad y Shirin” de Samad Vurgun
- 1941 – “El rey Lear” de William Shakespeare
- 1943 – “Гроза” (“Tormenta”) de Aleksandr Ostrovski
- 1954 – “Васса Железнова” (“Vassa Zheleznova”) de Máximo Gorki
- “Otelo” de William Shakespeare

### Filmografía
- 1929 - ”Haji Gara”
- 1943 – “Una familia”[5]
- 1950 – “Luces de Bakú”
- 1955 – “Bakhtiyar”
- 1957 – “Dos niños del mismo distrito”
- 1957 – “Bajo el cielo caliente”
- 1959 – “Verdadero amigo”
- 1960 – “Koroghlu”

## Premios y títulos
- Artista de Honor de la RSS de Azerbaiyán (1933)
- Artista del Pueblo de la RSS de Azerbaiyán (1936)
- Premio Stalin del Estado (1948)
- Artista del pueblo de la URSS (artes escénicas) (1949)
- Orden de la Insignia de Honor (1959)